# Séamus Coleman
Séamus Coleman (* 11. října 1988 Donegal) je irský profesionální fotbalista, který hraje na pozici pravého obránce za anglický klub Everton FC, jehož je kapitánem, a za irský národní tým, ve kterém také nosí kapitánskou pásku.

## Klubová kariéra
V Irsku hrál za Sligo Rovers. V lednu 2009 odešel do Anglie do klubu Everton FC. Na jaře 2010 hostoval v Blackpool FC.

## Reprezentační kariéra
Za reprezentační A-mužstvo Irska debutoval 8. 2. 2011 proti reprezentaci Walesu (výhra 3:0).

## Statistiky

### Klubové
K 5. únoru 2022
| Klub              | Sezóna  | Liga              | Liga   | Liga | Národní pohár | Národní pohár | Ligový pohár | Ligový pohár | Evropské poháry | Evropské poháry | Celkem | Celkem |
| Klub              | Sezóna  | Liga              | Zápasy | Góly | Zápasy        | Góly          | Zápasy       | Góly         | Zápasy          | Góly            | Zápasy | Góly   |
| ----------------- | ------- | ----------------- | ------ | ---- | ------------- | ------------- | ------------ | ------------ | --------------- | --------------- | ------ | ------ |
| Sligo Rovers      | 2006    | Airtricity League | 4      | 0    | 0             | 0             | 0            | 0            | —               | —               | 4      | 0      |
| Sligo Rovers      | 2007    | Airtricity League | 26     | 0    | 2             | 0             | 0            | 0            | —               | —               | 28     | 0      |
| Sligo Rovers      | 2008    | Airtricity League | 26     | 1    | 1             | 0             | 1            | 0            | —               | —               | 28     | 1      |
| Sligo Rovers      | Celkem  | Celkem            | 56     | 1    | 3             | 0             | 1            | 0            | 0               | 0               | 60     | 1      |
| Everton           | 2009/10 | Premier League    | 3      | 0    | 1             | 0             | 0            | 0            | 3               | 0               | 7      | 0      |
| Everton           | 2010/11 | Premier League    | 34     | 4    | 4             | 1             | 2            | 1            | —               | —               | 40     | 6      |
| Everton           | 2011/12 | Premier League    | 18     | 0    | 4             | 0             | 2            | 0            | —               | —               | 24     | 0      |
| Everton           | 2012/13 | Premier League    | 26     | 0    | 3             | 1             | 2            | 0            | —               | —               | 31     | 1      |
| Everton           | 2013/14 | Premier League    | 36     | 6    | 3             | 1             | 2            | 0            | —               | —               | 41     | 7      |
| Everton           | 2014/15 | Premier League    | 35     | 3    | 2             | 0             | 0            | 0            | 5               | 2               | 42     | 5      |
| Everton           | 2015/16 | Premier League    | 28     | 1    | 3             | 0             | 3            | 0            | —               | —               | 34     | 1      |
| Everton           | 2016/17 | Premier League    | 26     | 4    | 1             | 0             | 1            | 0            | —               | —               | 28     | 4      |
| Everton           | 2017/18 | Premier League    | 12     | 0    | 0             | 0             | —            | —            | 0               | 0               | 12     | 0      |
| Everton           | 2018/19 | Premier League    | 29     | 2    | 1             | 0             | 0            | 0            | —               | —               | 30     | 2      |
| Everton           | 2019/20 | Premier League    | 27     | 0    | 1             | 0             | 2            | 0            | —               | —               | 30     | 0      |
| Everton           | 2020/21 | Premier League    | 25     | 0    | 4             | 0             | 2            | 0            | —               | —               | 31     | 0      |
| Everton           | 2021/22 | Premier League    | 16     | 0    | 2             | 0             | 0            | 0            | —               | —               | 18     | 0      |
| Everton           | Celkem  | Celkem            | 315    | 20   | 29            | 3             | 16           | 1            | 8               | 2               | 368    | 26     |
| Blackpool (host.) | 2009/10 | Championship      | 12     | 1    | —             | —             | —            | —            | —               | —               | 12     | 1      |
| Celkem            | Celkem  | Celkem            | 383    | 22   | 32            | 3             | 17           | 1            | 8               | 2               | 440    | 28     |

### Reprezentační
K 14. listopadu 2021
| Irsko  | Irsko  | Irsko |
| Rok    | Zápasy | Góly  |
| ------ | ------ | ----- |
| 2011   | 4      | 0     |
| 2012   | 5      | 0     |
| 2013   | 11     | 0     |
| 2014   | 5      | 0     |
| 2015   | 7      | 0     |
| 2016   | 10     | 1     |
| 2017   | 1      | 0     |
| 2018   | 6      | 0     |
| 2019   | 7      | 0     |
| 2021   | 7      | 0     |
| Celkem | 63     | 1     |

#### Reprezentační góly
Skóre a výsledky Irska jsou vždy zapisovány jako první
| Gól | Datum         | Místo                        | Soupeř | Skóre | Výsledek | Soutěž                                |
| --- | ------------- | ---------------------------- | ------ | ----- | -------- | ------------------------------------- |
| 1.  | 6. října 2016 | Aviva Stadium, Dublin, Irsko | Gruzie | 1:0   | 1:0      | Kvalifikace na Mistrovství světa 2018 |

## Úspěchy
- Tým roku Premier League podle PFA – 2013/14[4]